# 祖千秋
祖千秋，為金庸小說『笑傲江湖』中的角色之一。
姓氏為祖，名宗、字千秋，和老頭子並稱「黃河老祖」。

## 性格
為人亦嗜酒如命，曾和令狐沖談論酒的喝法。更有隨身攜帶許多品酒的物事。
性格急躁但熱心，當任盈盈傳令江湖救治令狐沖傷勢時，他馬上盜了「續命八丸」來，想替他醫治。
為人十分聰明，當江湖豪客們遇上令狐沖時，本想依照聖姑之命「殺死」令狐沖，祖千秋倒想出了和他拼酒力「醉死」他的方法。